# Séptimo gabinete de Mahathir Mohamad
El séptimo gobierno de Mahathir Mohamad, vigésimo gabinete de Malasia, comenzó a formarse luego de la victoria de la coalición Pakatan Harapan (Pacto de Esperanza) en las elecciones federales del 9 de mayo de 2018. Aunque una gran cantidad de sus miembros son desertores del Barisan Nasional, este es el primer gobierno ajeno a dicha coalición en la historia de Malasia, y el primero formado por un primer ministro que ya había ejercido el cargo antes de forma no consecutiva.
Mahahtir anunció que el gabinete sería pequeño, compuesto por solo diez ministros principales. La mayoría fueron juramentados el 21 de mayo de 2018.

## Composición
| Ministerio                                                    | Ocupante                  | Partido | Partido | Circunscripción | Inicio             | Final                 |
| ------------------------------------------------------------- | ------------------------- | ------- | ------- | --------------- | ------------------ | --------------------- |
| Primer ministro                                               | Dr. Mahathir Mohamad      |         | PPBM    | Langkawi        | 10 de mayo de 2018 | 24 de febrero de 2020 |
| Vice primer ministro                                          | Dr. Wan Azizah Wan Ismail |         | PKR     | Pandan          | 21 de mayo de 2018 | 24 de febrero de 2020 |
| Ministro de la Mujer, la Familia y el Desarrollo Comunitario  | Dr. Wan Azizah Wan Ismail |         | PKR     | Pandan          | 21 de mayo de 2018 | 24 de febrero de 2020 |
| Ministro de Finanzas                                          | Lim Guan Eng              |         | DAP     | Bagan           | 21 de mayo de 2018 | 24 de febrero de 2020 |
| Ministro de Asuntos Económicos                                | Mohamed Azmin Ali         |         | PKR     | Gombak          | 21 de mayo de 2018 | 24 de febrero de 2020 |
| Ministro de Defensa                                           | Mohamad Sabu              |         | AMANAH  | Kota Raja       | 21 de mayo de 2018 | 24 de febrero de 2020 |
| Ministro del Interior                                         | Muhyiddin Yassin          |         | PPBM    | Pagoh           | 21 de mayo de 2018 | 24 de febrero de 2020 |
| Ministro de Educación                                         | Dr. Maszlee Malik         |         | PPBM    | Simpang Renggam | 21 de mayo de 2018 | 24 de febrero de 2020 |
| Ministro de Transporte                                        | Anthony Loke Siew Fook    |         | DAP     | Seremban        | 21 de mayo de 2018 | 24 de febrero de 2020 |
| Ministro de Agricultura e Industria Agroalimentaria (Malasia) | Salahuddin Ayub           |         | AMANAH  | Pulai           | 21 de mayo de 2018 | 24 de febrero de 2020 |
| Ministro de Salud                                             | Dr. Dzulkefly Ahmad       |         | AMANAH  | Kuala Selangor  | 21 de mayo de 2018 | 24 de febrero de 2020 |
| Ministerio de Vivienda y Gobierno Local                       | Zuraida Kamaruddin        |         | PKR     | Ampang          | 21 de mayo de 2018 | 24 de febrero de 2020 |
| Ministro de Recursos Humanos                                  | Kulasegaran Murugeson     |         | DAP     | Ipoh Barat      | 21 de mayo de 2018 | 24 de febrero de 2020 |
| Ministro de Desarrollo Rural                                  | Rina Harun                |         | PPBM    | Titiwangsa      | 21 de mayo de 2018 | 24 de febrero de 2020 |
| Ministro de Comunicación y Multimedia                         | Gobind Singh Deo          |         | DAP     | Puchong         | 21 de mayo de 2018 | 24 de febrero de 2020 |